# Flines-lez-Raches
Flines-lez-Raches é uma comuna francesa na região administrativa de Altos da França, no departamento do Norte. Estende-se por uma área de 19.22 km². Em 2010 a comuna tinha 5 689 habitantes (densidade: 296 hab./km²).